# Nipple Peak
Der Nipple Peak (englisch für Brustwarzenspitze) ist ein 675 m hoher Berg im Norden der Wiencke-Insel im westantarktischen Palmer-Archipel. Er ragt 1,5 km nordöstlich des Channel-Gletschers auf.
Entdeckt wurde er im Zuge der Belgica-Expedition (1897–1899) des belgischen Polarforschers Adrien de Gerlache de Gomery. Seinen deskriptiven Namen erhielt der Berg 1944 durch den Falkland Islands Dependencies Survey.